# Jimdo
Jimdo est un système de gestion de contenu web multiplate-forme permettant de créer un site web, un blog ou une e-boutique sans maîtrise du langage HTML. Jimdo propose une version gratuite et deux versions payantes.

## Historique
- 2004 : Matthias Henze, Fridtjof Detzner et Christian Springub fondent l’entreprise NorthClick dans une vieille ferme d’Allemagne du Nord[1]. L’idée : développer un logiciel pour permettre aux entreprises d’administrer très facilement leur site internet. Ils gagnent un concours[1] et déménagent à Hambourg. Deux ans plus tard, ils développent leur idée no 2 : les utilisateurs doivent pouvoir se créer un site internet gratuit — l’idée de la deuxième entreprise Jimdo est née.

- 19 février 2007 : Lancement officiel de Jimdo

- 20 septembre 2007 : Lancement de la version française de Jimdo[2]
- Mars 2010 : Lancement de la fonction e-boutique[3],[4]
- Février 2012 : 5 millions de sites Jimdo en ligne
- Août 2013 : 10 millions de sites Jimdo en ligne
- Septembre 2013 : Lancement de l'app Jimdo iOS
- Octobre 2014 : Lancement de l'app Jimdo Android
- Juin 2015 : Levée de fonds de 25 millions d'euros auprès de Spectrum Equity.
- Juillet 2015 : Jimdo remporte le Deutscher Gründer Preis 2015 (prix de l'entrepreneur allemand)[5]

## Entreprise
Le siège principal de Jimdo est situé à Hambourg en Allemagne et possède des bureaux à San Francisco et à Tokyo. Le système Jimdo est disponible en 8 langues. En 2015, l'entreprise compte 200 employés dans le monde, de 15 nationalités différentes.

## Services et produits

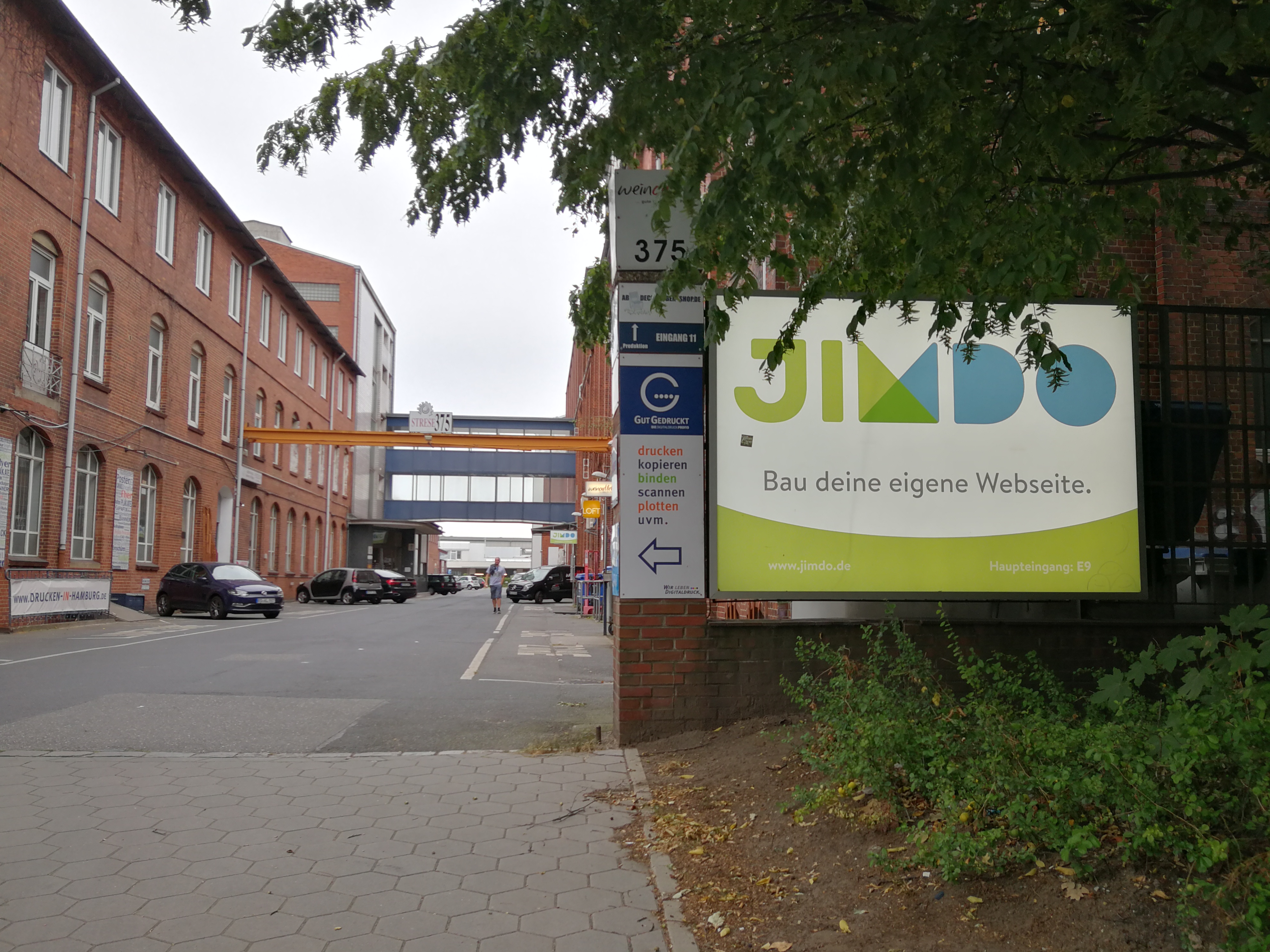
Bureau de Jimdo à Hambourg

Ce service permet de créer les pages de son site avec la technologie WYSIWYG (What You See Is What You Get). Les sites sont automatiquement mis en ligne et hébergés sur les serveurs de l'entreprise. Les adresses des sites sont au départ de type nom-d-utilisateur.jimdo.com, mais il est également possible d'enregistrer, de rediriger ou de transférer un nom de domaine personnel sur un site Jimdo avec un pack payant.
La création d'un site Jimdo s'organise autour de l'ajout ou du déplacement de différents modules (textes, images, vidéos, widgets, etc.), et du choix d'une des mises en page ou designs proposés, ou bien de la mise en place d'un design personnel.